# Patrimoni dell'umanità della Repubblica Democratica del Congo
La lista che segue riunisce i siti dei patrimoni dell'umanità nella Repubblica democratica del Congo.

## Sito
| Sito                            | Provincia            | Tipo                        | Data | Zona      | Collegamento | Note        | Coordinate               | Immagini |
| ------------------------------- | -------------------- | --------------------------- | ---- | --------- | ------------ | ----------- | ------------------------ | -------- |
| Parco nazionale di Kahuzi-Biega | Maniema, Sud-Kivu    | Naturale (x)                | 1980 | 600 000   | 137          | in pericolo | 2°30′S 28°45′E           |          |
| Parco nazionale di Salonga      | Maniema, Sud-Kivu    | Naturale (vii), (ix)        | 1984 | 3 600 000 | 280          |             | 2°S 21°E                 |          |
| Parco nazionale di Virunga      | Nord-Kivu, Orientale | Naturale (vii), (viii), (x) | 1979 | 800 000   | 63           | in pericolo | 0°55′01.2″N 29°10′01.2″E |          |
| Riserva faunistica degli okapi  | Orientale            | Naturale (x)                | 1996 | 1 372 625 | 718          | in pericolo | 2°00′N 28°30′E           |          |
| Parco nazionale di Garamba      | Orientale            | Naturale (vii), (x)         | 1980 | 500 000   | 136          | in pericolo | 4°00′N 29°15′E           |          |